# Яна (народ)

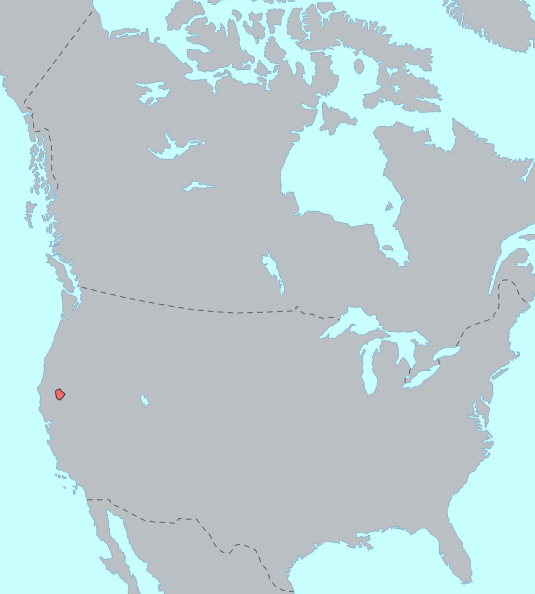
Територія яна до контакту з європейцями

Яна (англ. Yana) — група корінних індіанських народів Північної Каліфорнії, що мешкали в центральній частині Сьєрра-Невада на заході від хребта.

## Племена і походження назви
Народ яна складали чотири племені: північні, центральні та південні яна, а також яхі. У назвах «яна» та «яхі» спільний корінь Ya-, що означає «людина», а іменні суфікси: -na (у північних діалектах) та -hi (у південних). У кожного племені були власні території, власний діалект, власні звичаї.

## Територія
Яна мешкали в центральній частині Сьєрра-Невада на заході від хребта. Їхні території були обмежені річками Юба та Фітер і складали близько 45 км на 70 км.

## Історія
Антрополог Альфред Крьобер оцінював чисельність яна-яхі станом на 1770 рік у 1500 людей, а Шерберн Кук — у 1850—1900. За іншими оцінками чисельність народу до Золотої лихоманки перевищували 3000.
Яна займалися мисливством, ловлею лосося, збиранням плодів, жолудів, коренів.
Коли Джеймс Маршалл знайшов у Каліфорнії золото у 1848 році, золотошукачі та фермери заполонили території яна, що спричинило втрату племенем основних джерел харчування. Яна понесли великі втрати від голоду та від сутичок із поселенцями. До 1865 року залишилося лише близько 50 людей з племені. У наступні десятиліття останні представники племені переховувались у малодоступних гірських місцях.
Хоча і зараз живуть декілька людей, що походять з племен яна-яхі, самі племена зникли. Нащадки яна живуть у резервації Реддінг Ранчерія в окрузі Шаста (Каліфорнія).

## Яхі

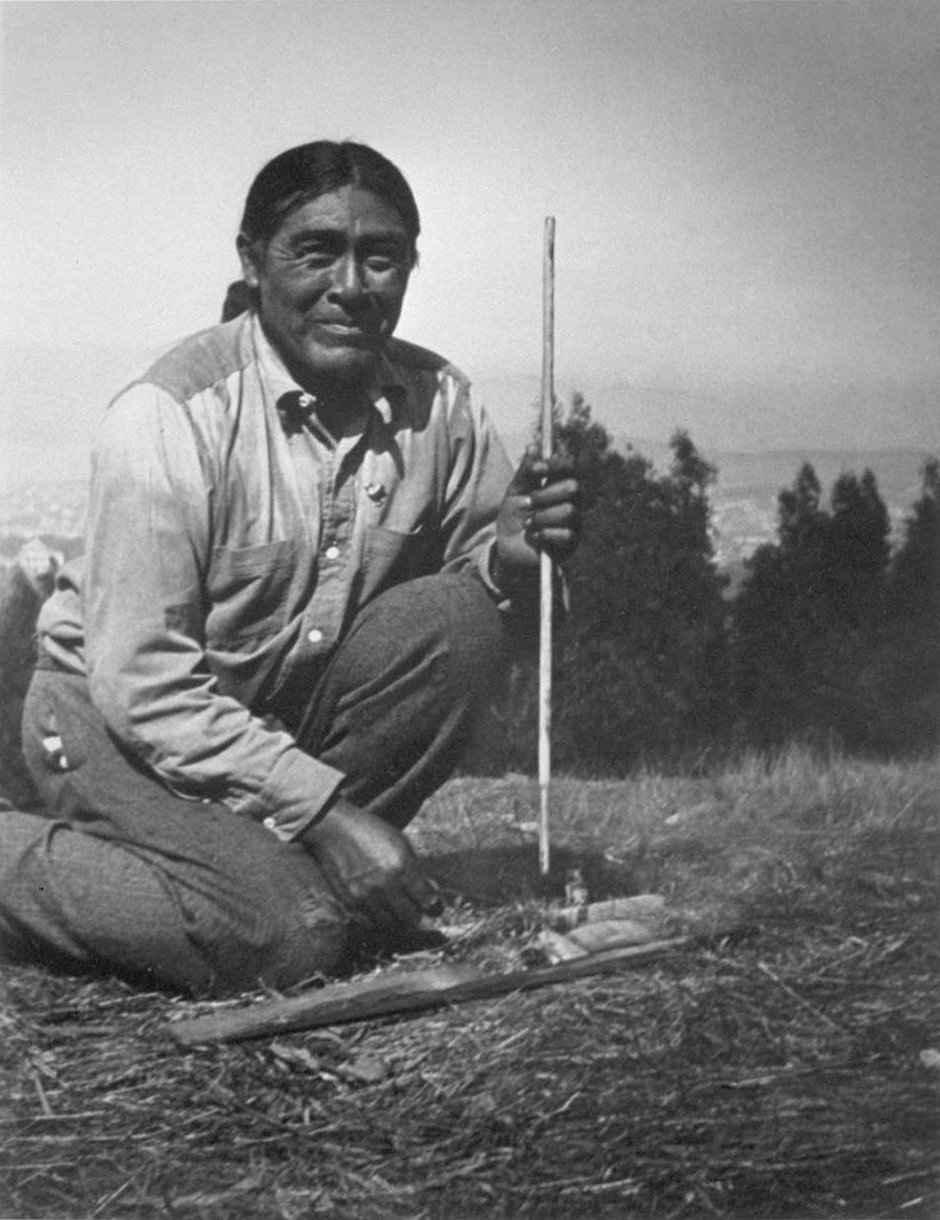
Іші у 1914 році

Яхі — південна група народу яна. Останнім відомим представником племені і останнім носієм південного діалекту мови яна був Іші, якого виявили 29 серпня 1911 року неподалік від міста Оровіль. Антропологу Томасу Вотермену, завдяки співпраці з Іші, вдалося фрагментарно відновити мову й фольклор племені яхі, а також отримати численні відомості про повсякденне життя племені.